# 贊助

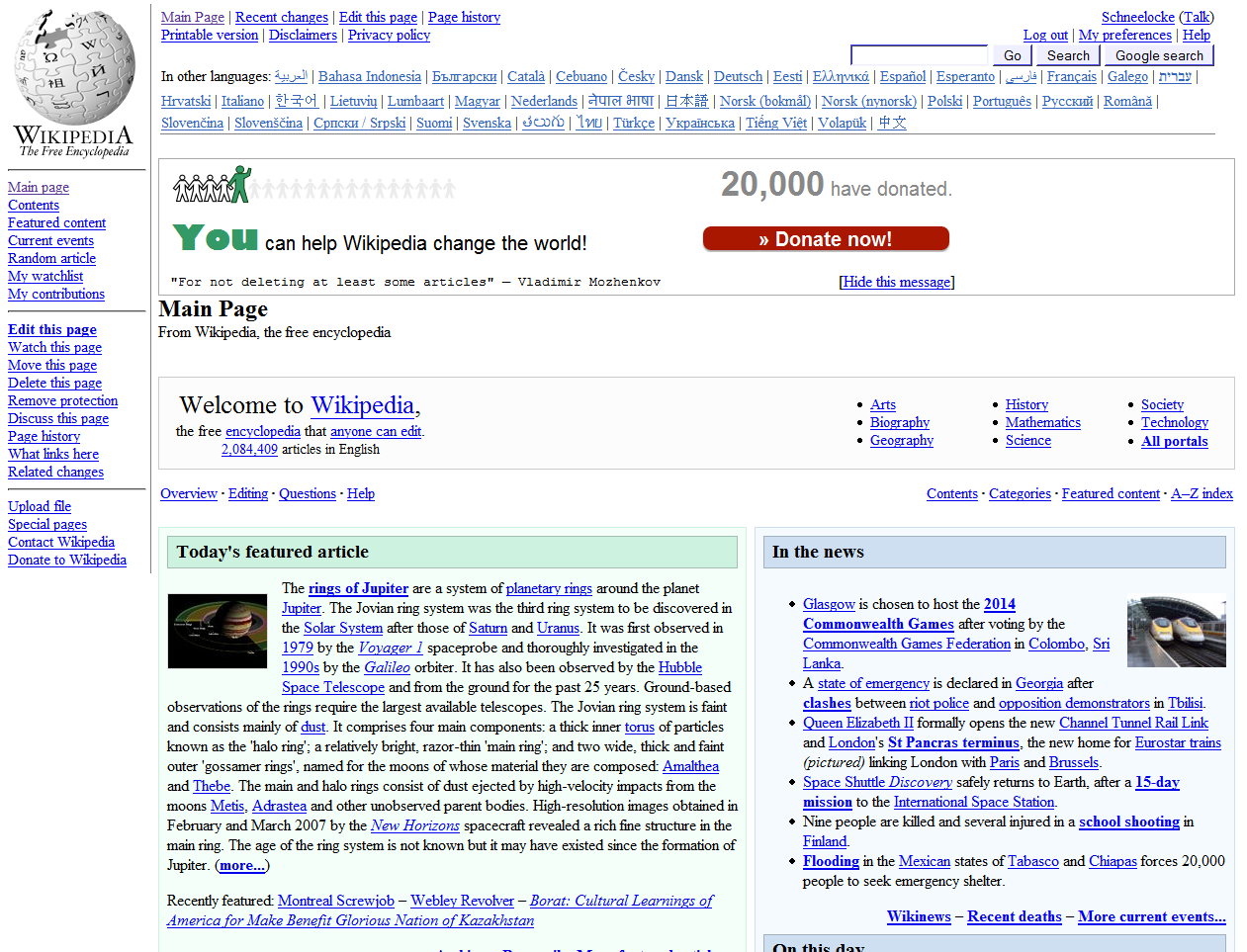
維基百科2007贊助募款活動

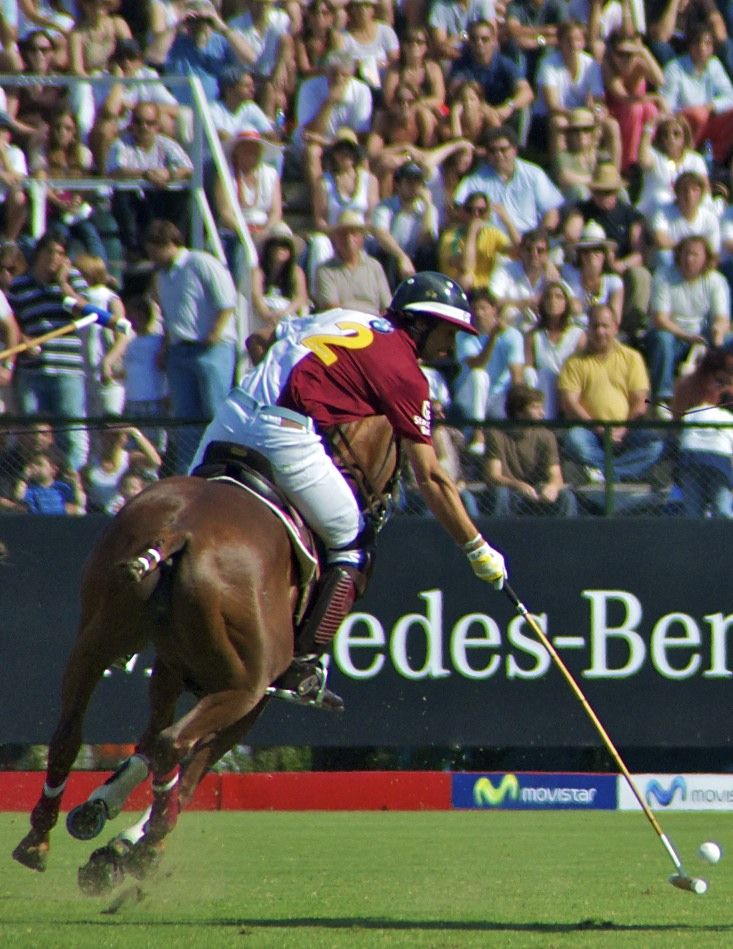
贊助汽車公司在馬術運動中。

贊助是一種雙方得益的公共关系活動。當中有贊助人付出金錢、禮物、服务、名譽等，支持受贊助人進行指定活動、表演、學習、研究等項目。其中由於受到贊助，使某些有意義的事項及心願，由原来的不可能實現，成為可以實現的奇蹟，當中贊助是一種善舉，獲得有形及無形的收益。现在逐渐有一些赞助平台在发展起来，私募基金。贊助為自願性質。

## 贊助的例子
- 香港公益金百萬行
- 賽馬會青少年足球發展計劃
- 中銀人壽香港超級聯賽
- 獎學金
- 氫氣球橫越太平洋
- 奧運會
- 中國大陸、台灣企业冠名贊助電視節目、電視戲劇、舞台劇、其他類型比賽
- 桑坦德银行西班牙足球甲级联赛
- 赞助式广告

## 相關
- 慈善家
- 春兰杯世界职业围棋锦标赛
- 贊助人、資助人、保護人